# Condado de Gray (Texas)
El condado de Gray es uno de los 254 condados del estado estadounidense de Texas. La sede del condado es Pampa, al igual que su mayor ciudad. El condado tiene un área de 2407 km² (de los cuales 3 km² están cubiertos por agua) y una población de 22 744 habitantes, para una densidad de población de 9 hab/km² (según censo nacional de 2000). Este condado fue fundado en 1876.

## Demografía
Para el censo de 2000, había 22 744 personas, 8793 cabezas de familia, y 6049 familias residiendo en el condado. La densidad de población era de 24 habitantes por milla cuadrada.
La composición racial del condado era:
- 82,15% blancos
- 5,85% negros o negros americanos
- 0,94% nativos americanos
- 0,39% asiáticos
- 0,02% isleños
- 8,23% otras razas
- 2,42% de dos o más razas.

Había 8793 cabezas de familia, de las cuales el 30,00% tenían menores de 18 años viviendo con ellas, el 57,00% eran parejas casadas viviendo juntas, el 9,00% eran mujeres cabeza de familia monoparental (sin cónyuge), y 31,20% no eran familias.
El tamaño promedio de una familia era de 2,93 miembros.
En el condado el 24,00% de la población tenía menos de 18 años, el 8,40% tenía de 18 a 24 años, el 27,20% tenía de 25 a 44, el 22,30% de 45 a 64, y el 18,10% eran mayores de 65 años. La edad promedio era de 39 años. Por cada 100 mujeres había 104,00 hombres. Por cada 100 mujeres mayores de 18 años había 103,70 hombres.

## Economía
Los ingresos medios de una cabeza de familia del condado eran de USD$31 368 y el ingreso medio familiar era de $40 019. Los hombres tenían unos ingresos medios de $32 401 frente a $20 158 de las mujeres. El ingreso per cápita del condado era de $16 702. El 11,20% de las familias y el 13,80% de la población estaban debajo de la línea de pobreza. Del total de gente en esta situación, 17,60% tenían menos de 18 y el 9,60% tenían 65 años o más.